# Most Tasmana
Most Tasmana – most o konstrukcji strunobetonowej, przecinający rzekę Derwent, położony w Hobart. Całkowita długość mostu wynosi 1395 m i stanowi główne połączenie między CBD (położonym na zachodnim brzegu) a wschodnia częścią miasta, gdzie znajduje się m.in. lotnisko międzynarodowe oraz stadion Bellerive Oval.

## Historia
W 1950 wraz z rozwojem części miasta położonej na wschodnim brzegu i tym samym zwiększenia się natężenia ruchu na moście Hobart Bridge zdecydowano o budowie nowego mostu przez rzekę Derwent. Całkowity koszt budowy nowego mostu wyniósł £7 mln. Budowa rozpoczęła się w maju 1960 i już w 18 sierpnia 1964 zostały oddane do użytku dwa pasy ruchu. Dokończenie robót trwało do 23 grudnia 1964, gdy zostały ukończone wszystkie cztery pasy ruchu. Oficjalne otwarcie mostu nastąpiło 18 marca 1965. W czasie budowy pracowało ponad 400 robotników.

## Katastrofa
W niedzielę 5 stycznia 1975 o godzinie 21:27 (czasu miejscowego) w most uderzył masowiec MV Lake Illawarra, który przewoził ładunek o masie 10000 ton. W wyniku kolizji dwa pylony zostały zniszczone, co doprowadziło do zerwania 127 m mostu. W katastrofie zginęło 7 członków załogi statku oraz 5 kierowców.

## Odbudowa
Odbudowa mostu rozpoczęła się w październiku 1975. Całkowity koszt odbudowy wyniósł $44 mln. Powtórne otwarcie mostu nastąpiło 8 października 1977. W wyniku katastrofy wprowadzono kilka środków bezpieczeństwa m.in. podczas przepływania dużych statków ruch na moście jest zamykany.